# Passiflora vespertilio
Passiflora vespertilio je biljka iz porodice Passifloraceae. Domovina joj je tropska Južna Amerika, a uvezena je i na Trinidad i Tobago

## Opće informacije
Passiflora vespertilio je višegodišnja biljka, puzava do penjačica sa stabljikama koje mogu više ili manje odrvenjeti. Biljka se viticama veže za okolno raslinje. Biljka se skupnja iz divljine za lokalnu upotrebu kao hrana i lijek.

## Rasprostranjenost
Južna Amerika - Brazil, Bolivija, Peru, Ekvador, Francuska Gijana, Gvajana, Surinam; Karibi - Trinidad.

## Stanište
Grebenske i močvarne šume, sekundarne šume, uz ceste i uz potoke.

## Pojedinosti o uzgoju
Vrste roda Passiflora općenito najbolje rastu na zaštićenom, sunčanom mjestu ili u sjeni. Većina vrsta nalazi se u divljini na vlažnim, ali dobro dreniranim tlima, općenito lakše teksture, i često će jače cvjetati i donositi plodove ako je plodnost tla niska. Često razvijaju duboko korijenje i mogu biti umjereno tolerantne na sušna razdoblja. Većina vrsta Passiflora preferira neutralno do blago alkalno tlo, najbolje rastu tamo gdje je pH oko 6,5 - 7,5. Mogu donositi plodove tijekom cijele godine.

## Hrana
Plodovi se jedu sirovi. Crni su do crnoljubičasti, okruglasti, dužine oko 35 mm i širine 30 mm s mesnatim perikarpom debljine oko 5 mm.

## Ljekovitost
Topli listovi koriste se kao protuupalno sredstvo. (Kao oblog?)
Sok od maceriranih listova i stabljika pomiješa se s malo vode i koristi se kao antiinfektivno, protuupalno sredstvo ili za liječenje očnih infekcija.
Lišće i korijenje nekih, ako ne i svih, članova ovog roda sadrži tvar zvanu 'pasiflorin' koja je slična morfiju i učinkovito je sredstvo za smirenje. Listovi mnogih vrsta također se smatraju anthelminticima, antihistericima i dijaforeticima. U Brazilu se koriste za suzbijanje povremenih groznica, kožnih upala i erizipela.

## Vanjske poveznice
|  | Wikivrste imaju podatke o taksonu Passiflora vespertilio |